# Маково (община Новаци)
 Тази статия е за селото в Северна Македония.  За едноименното село в Република България вижте Маково.  
Маково (на македонска литературна норма: Маково) е село в южната част на Северна Македония, община Новаци.

## География
Селото е разположено почти на билото на Селечката планина, в областта Мариово. Надморската му височина е 700 m. До Маково води асфалтов път, а от град Битоля селото е отдалечено на 29 km. Землището му обхваща 26,5 km2. На него преобладават пасищата – 1409 ha, обработваемата земя е 954 ha, а горите – 185 ha.

## История
През лятото на 1687 година в планината край Маково мартолозбашията Шехин от Дебреще успява да залови хайдушкия войвода Степан от село Крушоради, както и други хайдути.
В XIX век Маково е село в Прилепска кааза на Османската империя. Църквата в селото „Свети Архангел Михаил“ е изградена в 1860 година. В „Етнография на вилаетите Адрианопол, Монастир и Салоника“, издадена в Константинопол в 1878 година и отразяваща статистиката на населението от 1873 година, Маково (Makovo) е посочено като село с 37 домакинства със 158 жители българи и 2 цигани.
Според статистиката на Васил Кънчов („Македония. Етнография и статистика“) от 1900 година Маково има 286 жители, 280 българи християни и 6 цигани.
На Етнографската карта на Битолския вилает на Картографския институт в София от 1901 година Маково е чисто българско село в Прилепската каза на Битолския санджак с 39 къщи.
След Илинденското въстание в началото на 1904 година цялото село минава под върховенството на Българската екзархия. По данни на секретаря на екзархията Димитър Мишев („La Macédoine et sa Population Chrétienne“) през 1905 година в Махово има 320 българи екзархисти и работи българско училище.
При избухването на Балканската война в 1912 година един човек от Маково е доброволец в Македоно-одринското опълчение.
В 2002 година е изграден и осветен манастирът „Света Петка“.

### Преброявания[1]
| Националност     | 1948 | 1953 | 1961 | 1971 | 1981 | 1991 | 1994 | 2002 |
| ---------------- | ---- | ---- | ---- | ---- | ---- | ---- | ---- | ---- |
| Общо             | 409  | 455  | 515  | 390  | 319  | 114  | 98   | 71   |
| северномакедонци |      | 455  | 515  | 389  | 316  | 114  | 98   | 71   |
| албанци          |      | 0    | 0    | 0    | 0    | 0    | 0    | 0    |
| турци            |      | 0    | 0    | 0    | 1    | 0    | 0    | 0    |
| роми             |      | 0    | 0    | 0    | 0    | 0    | 0    | 0    |
| власи            |      | 0    | 0    | 0    | 0    | 0    | 0    | 0    |
| сърби            |      | 0    | 0    | 0    | 0    | 0    | 0    | 0    |
| бошняци          |      | 0    | 0    | 0    | 1    | 0    | 0    | 0    |
| други            |      | 0    | 0    | 1    | 1    | 0    | 0    | 0    |

## Личности
Родени в Маково
- Иван Петков, македоно-одрински опълченец, сборна партизанска рота[11]
- Петко Младенов, български революционер, мариовски войвода през пролетта на 1904 година.[12]
- Петре Маковчето, български волюционер, деец на ВМОРО[13]
- Петко Христов Кръстев, кметски наместник в периода от 1941 до 1944 година[14]
- Енорийски йермонах Тодосия в периода от 1941 до 1944 година.[14]